# Acer pentapomicum
Acer pentapomicum là một loài thực vật có hoa trong họ Bồ hòn. Loài này được Stewart ex Brandis mô tả khoa học đầu tiên năm 1874.